# Wesley E. Brown
Wesley Ernest Brown (22 de Junho de 1907 - 23 de Janeiro de 2012) foi um juiz do Tribunal de Distrito dos Estados Unidos que, a partir de sua morte, ainda foi o juiz federal mais antigo julgando casos.
Em agosto de 2011, passou a idade de Joseph William Woodrough, tornando-se a pessoa mais velha trabalhando como um juiz federal na história dos Estados Unidos.

## Biografia
Brown nasceu em Hutchinson, Kansas. Recebeu seu Bacharel em Direito na Universidade de Direito de Kansas City em 1933. Tinha um consultório particular em Hutchinson de 1933 a 1944, incluindo um período como advogado do condado para o Condado de Reno, Kansas, de 1935 a 1939. De 1942 a 1944, foi o secretário da corporação e advogado para Fabricantes de Aeronaves de Madeira. Entrou para a Marinha dos Estados Unidos em 1944, tornando-se um tenente e servindo até 1946. Depois voltou ao consultório particular em Hutchinson até 1958. De 1958 a 1962, foi um Juiz em falência pelo Tribunal de Distrito dos Estados Unidos pelo Distrito de Kansas.
Em 8 de Março de 1962, o Presidente John F. Kennedy nomeou Brown um membro do Tribunal Federal de Distrito pelo Kansas desocupado por Delmas C. Hill. Brown foi confirmado pelo Senado dos Estados Unidos em 2 de Abril de 1962 e recebeu seu cargo dois dias depois. Trabalhou como presidente do tribunal de 1971 a 1977 e assumiu a posição de magistrado em 1 de Setembro de 1979 e continuou julgando casos até sua morte.
Brown aliviou seu volume de trabalho para compensar a sua idade avançada. Em Março de 2011, parou de julgar novos casos criminais, porém ainda julgava processos civis.
Brown morreu na noite do dia 23 de Janeiro de 2012 no asilo onde viveu os últimos anos.